# Chrusjtjovka
Chrusjtjovka (ryska: Хрущёвка) är den folkliga benämningen på massproducerade bostadshus av prefabricerade betongelement i Sovjetunionen och forna sovjetstater. De ifördes på initiativ av Nikita Chrusjtjov för att råda på den enorma bostadsbristen. Deras funktionella stil ersatte Stalinerans pompösa klassicism och uppnådde avsevärt större resultat på betydligt kortare tid än föregångarens så kallade "Stalinkas".
De första husen byggdes 1958 i närheten av Moskva och snart var byggmetoden spridd i hela landet. En chrusjtjovka har vanligen lägenheter på 16 till 30 kvadratmeter med en takhöjd på 2,5 meter fördelade på tre till fem våningar. Alla lägenheter har badrum och ett litet kök samt centralvärme. Omkring 13 000 hus har byggts och nära 55 miljoner människor flyttade in i en chrusjtjovka under 1960- och 1970-talet. Skolor och daghem uppfördes i närheten.
I dag uppfyller en lägenhet i en chrusjtjovka inte kraven på en modern bostad och år 2017 beslöt staden Moskva att flytta en miljon människor till nybyggda tjugovåningshus. De gamla husen rivs och ersätts av nybyggda kontorsbyggnader, köpcentrum och lyxlägenheter.
I många tidigare sovjetstater har byggnaderna renoverats och fasaderna målats om i klara färger och i till exempel Tbilisi i Georgien har det föreslagits att de skall ersättas av moderna bostadshus.